# Fortaleza de Blagaj
La fortaleza de Blagaj o Casco Antiguo de Blagaj (en bosnio: Stari grad Blagaj, en serbio: Стари Град Благај), conocido localmente como Stjepan-grad (Стјепан-град) o Stipan-grad, en la época clásica Bona (Бона), es un complejo de ciudad-fortaleza cerca de la ciudad de Blagaj, Bosnia y Herzegovina. La antigua fortaleza de Blagaj fue construida sobre un karst alto e inaccesible, a una altitud de 310 metros (1.020 pies) sobre el nivel del mar y 266 metros (873 pies) sobre el nacimiento del río Buna. La fortaleza de Blagaj se encuentra a 275 metros (902 pies) sobre el nivel del mar.